# Hey, Soul Sister
"Hey, Soul Sister" là một bài hát của ban nhạc người Mỹ Train nằm trong album phòng thu thứ năm của họ, Save Me, San Francisco (2009). Nó được phát hành vào ngày 11 tháng 8 năm 2009 như là đĩa đơn đầu tiên trích từ album bởi Columbia Records và Sony Music Entertainment. Bài hát được đồng viết lời bởi giọng ca chính của nhóm Patrick Monahan với hai thành viên Espen Lind và Amund Bjørklund thuộc đội sản xuất Espionage, những người cũng tham gia đồng sản xuất nó với Martin Terefe và Gregg Wattenberg, đồng thời đánh dấu sự hợp tác lâu dài giữa Train và Espionage, và họ sẽ tiếp tục hợp tác trong một bài hát khác thuộc Save Me, San Francisco là "Brick by Brick" cũng như album phòng thu tiếp theo của nhóm, California 37 (2012). Được lấy cảm hứng từ phong cách âm nhạc trong những tác phẩm của INXS, "Hey, Soul Sister" là một bản pop rock và folk rock mang nội dung đề cập đến phép ẩn dụ về việc một người đàn ông luôn bị ám ảnh bởi một cô gái trong tâm trí anh ta.
Sau khi phát hành, "Hey, Soul Sister" nhận được những phản ứng tích cực từ các nhà phê bình âm nhạc, trong đó họ đánh giá cao giai điệu bắt tai cũng như quá trình sản xuất nó, đồng thời gọi đây là một điểm nhấn nổi bật từ album. Ngoài ra, bài hát còn gặt hái nhiều giải thưởng và đề cử tại những lễ trao giải lớn, bao gồm chiến thắng tại giải thưởng âm nhạc Billboard năm 2011 cho Top Bài hát Rock và một giải Grammy cho Trình diễn Song ca/Nhóm nhạc giọng pop xuất sắc nhất tại lễ trao giải thường niên lần thứ 53. "Hey, Soul Sister" cũng tiếp nhận những thành công vượt trội về mặt thương mại, đứng đầu các bảng xếp hạng ở Úc và Ireland, đồng thời lọt vào top 10 ở hầu hết những quốc gia nó xuất hiện, bao gồm vươn đến top 5 ở những thị trường lớn như Áo, Bỉ, Canada, Ý, Hà Lan, New Zealand, Thụy Điển và Thụy Sĩ. Tại Hoa Kỳ, nó đạt vị trí thứ ba trên bảng xếp hạng Billboard Hot 100, trở thành đĩa đơn thứ hai của Train vươn đến top 5 và đạt thứ hạng cao nhất tại đây.
Video ca nhạc cho "Hey, Soul Sister" được đạo diễn bởi Matt Stawski, trong đó bao gồm những cảnh Train hát với một người phụ nữ đi dạo quanh căn hộ của cô và một người đàn ông đang vẽ lời bài hát lên tường, trước khi hai người gặp nhau trên đường dưới sự chứng kiến của ban nhạc. Để quảng bá bài hát, nhóm đã trình diễn nó trên nhiều chương trình truyền hình và lễ trao giải lớn, bao gồm The Ellen DeGeneres Show, The Howard Stern Show, Live with Regis and Kelly, Lopez Tonight, The Tonight Show with Jay Leno và giải thưởng Âm nhạc Mỹ năm 2010, cũng như trong nhiều chuyến lưu diễn của họ. Kể từ khi phát hành, "Hey, Soul Sister" đã được hát lại và sử dụng làm nhạc mẫu bởi nhiều nghệ sĩ, như Dixie Chicks, Nicki Minaj, Christina Grimmie, Alex Goot và dàn diễn viên của Glee. Tính đến nay, nó đã bán được hơn 8 triệu bản trên toàn cầu, trở thành một trong những đĩa đơn bán chạy nhất mọi thời đại.

## Danh sách bài hát
- Tải kĩ thuật số

1. "Hey, Soul Sister" – 3:36

- Tải kĩ thuật số — phối lại[1]

1. "Hey, Soul Sister" (Karmatronic Radio chỉnh sửa) – 3:40
2. "Hey, Soul Sister" (Karmatronic Club phối) – 6:45
3. "Hey, Soul Sister" (Karmatronic không lời) – 6:45
4. "Hey, Soul Sister" (Karmatronic Performance) - 3:23
5. Hey, Soul Sister (Psyrex phối lại) - 3:42

 
|
- Tải kĩ thuật số — bản đồng quê[2]

1. "Hey, Soul Sister" (Country phối) – 3:35

- Đĩa CD[3]

1. "Hey, Soul Sister" – 3:36
2. "The Finish Line" – 3:46

## Xếp hạng
| Bảng xếp hạng (2009-10)                                | Vị trí cao nhất |
| ------------------------------------------------------ | --------------- |
| Úc (ARIA)                                              | 1               |
| Áo (Ö3 Austria Top 40)                                 | 4               |
| Bỉ (Ultratop 50 Flanders)                              | 3               |
| Bỉ (Ultratop 50 Wallonia)                              | 5               |
| Canada (Canadian Hot 100)                              | 3               |
| LỖI: PHẢI CUNG CẤP year CHO BẢNG XẾP HẠNG Cộng hòa Séc | 5               |
| Đan Mạch (Tracklisten)                                 | 8               |
| Châu Âu (European Hot 100 Singles)                     | 6               |
| Phần Lan (Suomen virallinen lista)                     | 15              |
| Pháp (SNEP)                                            | 15              |
| Đức (Official German Charts)                           | 7               |
| Hungary (Rádiós Top 40)                                | 2               |
| Ireland (IRMA)                                         | 1               |
| Ý (FIMI)                                               | 2               |
| Hà Lan (Dutch Top 40)                                  | 1               |
| Hà Lan (Single Top 100)                                | 3               |
| New Zealand (Recorded Music NZ)                        | 2               |
| Na Uy (VG-lista)                                       | 11              |
| Scotland (OCC)                                         | 9               |
| Slovakia (Rádio Top 100)                               | 4               |
| Tây Ban Nha (PROMUSICAE)                               | 12              |
| Thụy Điển (Sverigetopplistan)                          | 3               |
| Thụy Sĩ (Schweizer Hitparade)                          | 4               |
| Anh Quốc (OCC)                                         | 18              |
| Hoa Kỳ Billboard Hot 100                               | 3               |
| Hoa Kỳ Adult Alternative Songs (Billboard)             | 2               |
| Hoa Kỳ Adult Contemporary (Billboard)                  | 1               |
| Hoa Kỳ Adult Pop Airplay (Billboard)                   | 1               |
| Hoa Kỳ Hot Country Songs (Billboard)                   | 52              |
| Hoa Kỳ Pop Airplay (Billboard)                         | 3               |
| Hoa Kỳ Hot Rock Songs (Billboard)                      | 33              |

| Bảng xếp hạng (2010)                   | Vị trí |
| -------------------------------------- | ------ |
| Australia (ARIA)                       | 4      |
| Austria (Ö3 Austria Top 75)            | 41     |
| Belgium (Ultratop 50 Flanders)         | 23     |
| Belgium (Ultratop 40 Wallonia)         | 19     |
| Canada (Canadian Hot 100)              | 6      |
| Denmark (Tracklisten)                  | 27     |
| Europe (European Hot 100 Singles)      | 30     |
| France (SNEP)                          | 96     |
| Germany (Official German Charts)       | 53     |
| Hungary (Rádiós Top 40)                | 3      |
| Ireland (IRMA)                         | 11     |
| Italy (FIMI)                           | 13     |
| Netherlands (Dutch Top 40)             | 1      |
| Netherlands (Single Top 100)           | 9      |
| New Zealand (Recorded Music NZ)        | 11     |
| Sweden (Sverigetopplistan)             | 33     |
| Switzerland (Schweizer Hitparade)      | 36     |
| UK Singles (Official Charts Company)   | 84     |
| US Billboard Hot 100                   | 3      |
| US Adult Alternative Songs (Billboard) | 8      |
| US Adult Contemporary (Billboard)      | 2      |
| US Adult Top 40 (Billboard)            | 1      |
| US Pop Songs (Billboard)               | 12     |
| Bảng xếp hạng (2011)                   | Vị trí |
| Hungary (Rádiós Top 40)                | 89     |
| US Adult Contemporary (Billboard)      | 14     |

| Bảng xếp hạng (2010–2019) | Vị trí |
| ------------------------- | ------ |
| Australia (ARIA)          | 57     |
| US Billboard Hot 100      | 55     |

| Bảng xếp hạng               | Vị trí |
| --------------------------- | ------ |
| US Billboard Hot 100        | 279    |
| US Adult Top 40 (Billboard) | 13     |

## Chứng nhận
| Quốc gia | Chứng nhận   | Số đơn vị/doanh số chứng nhận |
| --- | ------------ | ----------------------------- |
| Úc (ARIA) | 15× Bạch kim | 1.050.000‡                    |
| Bỉ (BEA) | Vàng         | 15.000*                       |
| Canada (Music Canada) | Kim cương    | 800.000‡                      |
| Đan Mạch (IFPI Đan Mạch) | 2× Bạch kim  | 180.000‡                      |
| Đức (BVMI) | Bạch kim     | 500.000‡                      |
| Ý (FIMI) | 2× Bạch kim  | 100.000‡                      |
| México (AMPROFON) | Bạch kim     | 60.000*                       |
| New Zealand (RMNZ) | Bạch kim     | 15.000*                       |
| Tây Ban Nha (PROMUSICAE) | 2× Bạch kim  | 120.000‡                      |
| Thụy Điển (GLF) | Vàng         | 10.000‡                       |
| Thụy Sĩ (IFPI) | Vàng         | 15.000^                       |
| Anh Quốc (BPI) | 3× Bạch kim  | 1.800.000‡                    |
| Hoa Kỳ (RIAA) | 11× Bạch kim | 11.000.000‡                   |
| * Chứng nhận dựa theo doanh số tiêu thụ. ^ Chứng nhận dựa theo doanh số nhập hàng. ‡ Chứng nhận dựa theo doanh số tiêu thụ và phát trực tuyến. |              |                               |